# Сен-Дидье (Воклюз)
Сен-Дидье (фр. Saint-Didier) — коммуна во французском департаменте Воклюз региона Прованс — Альпы — Лазурный Берег. Относится к кантону Перн-ле-Фонтен.	

## Географическое положение
Сен-Дидье расположен в 25 км к востоку от Авиньона. Соседние коммуны: Мазан на севере, Мальмор-дю-Конта на северо-востоке, Венаск на юго-востоке, Ле-Босе и Ла-Рок-сюр-Перн на юге, Перн-ле-Фонтен на западе, Карпантра на северо-западе.
Сен-Дидье стоит у подножия гор Воклюз.

### Гидрография
Коммуна стоит на реке Неск.

## Демография
Население коммуны на 2010 год составляло 2128 человек.
| 1962 | 1968 | 1975 | 1982 | 1990 | 1999 | 2010 |
| ---- | ---- | ---- | ---- | ---- | ---- | ---- |
| 795  | 1024 | 1067 | 1313 | 1657 | 1848 | 2128 |

## Достопримечательности
- Замок де Тезан, памятник истории.

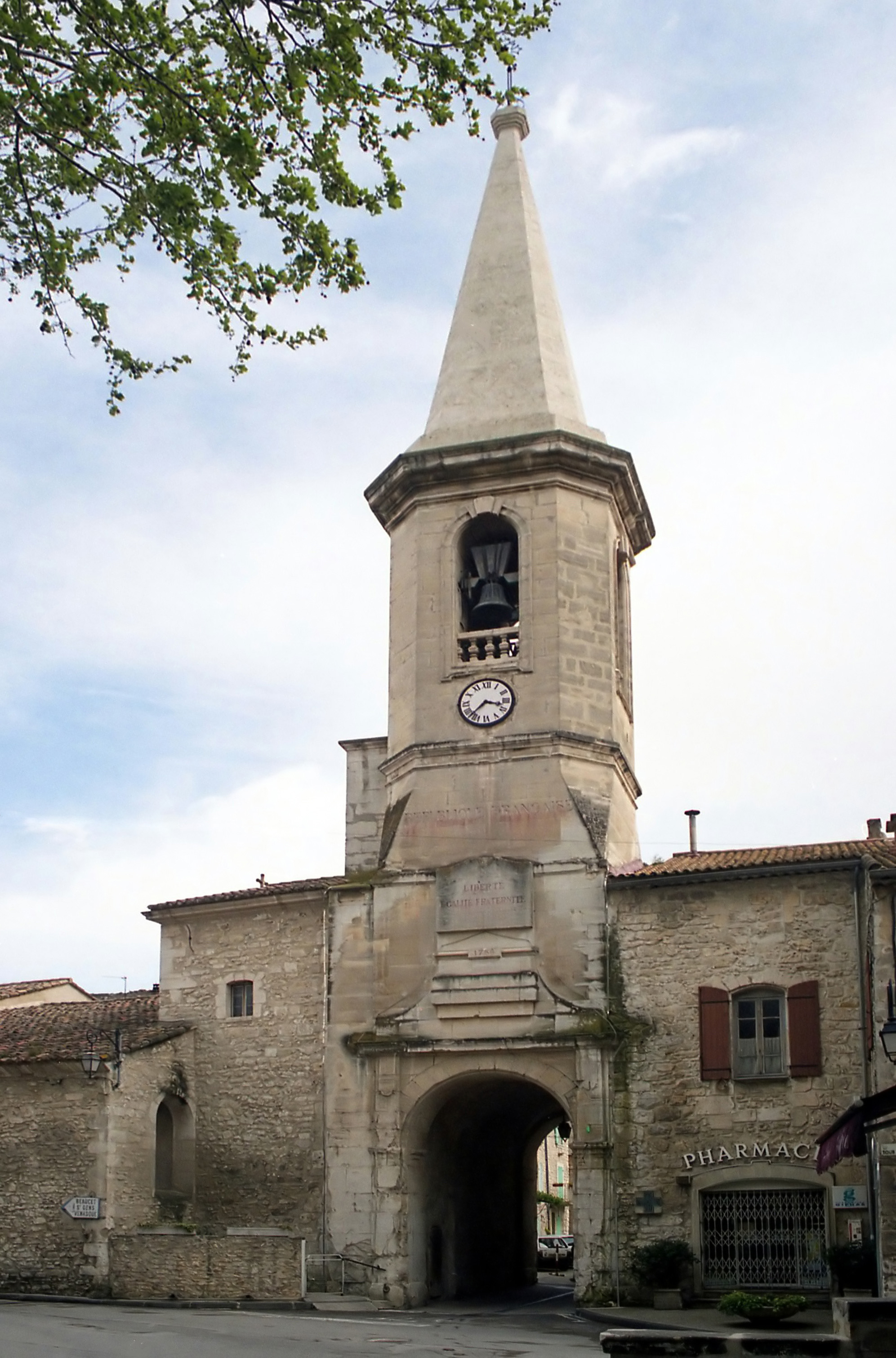
Церковь Сен-Дидье

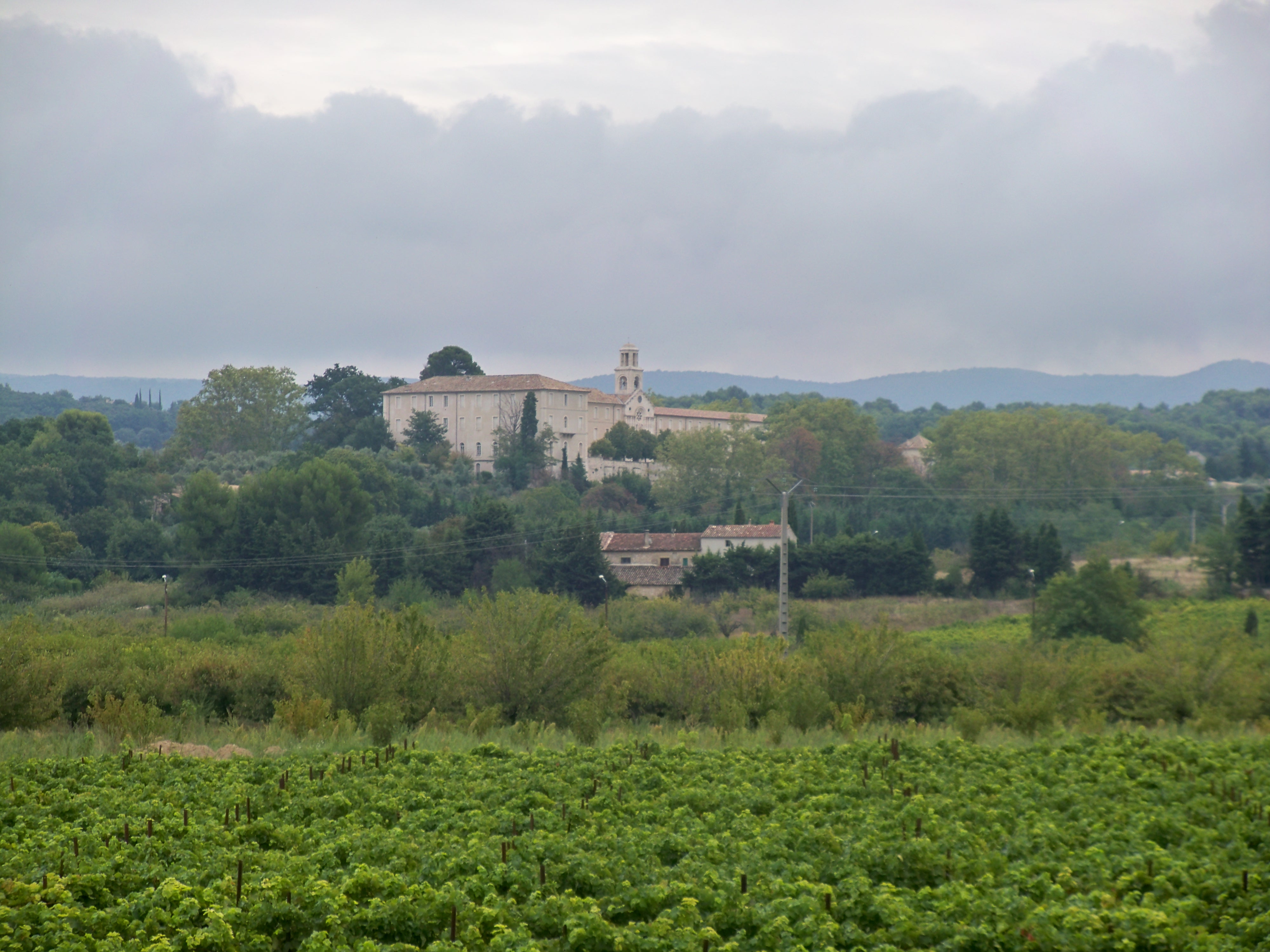
Конвент Сент-Гард-де-Шамп

- Церковь XVI века, памятник истории.
- Бывший конвент Сент-Гард-де-Шамп, XIX века.